# Toots & the Maytals
Toots & The Maytals, aanvankelijk gewoon The Maytals, was een Jamaicaanse band en een van de bekendste ska- en reggaegroepen.

## Biografie
The Maytals behoren tot de grondleggers van reggaemuziek. De band is ontstaan in 1962, toen de ska op Jamaica zeer populair was. The Maytals worden gekenmerkt door hun sterke vocale inbreng. De zang van Frederick "Toots" Hibbert, de bandleider, wordt vaak vergeleken met die van Otis Redding. Toots (geboren in May Pen, Jamaica in 1945, overleden in Mona, Jamaica in 2020), was de jongste van zeven kinderen en groeide op met het zingen van gospelmuziek in een kerkkoor.
Toots and The Maytals hebben hun eerste opnames gemaakt bij de toen op Jamaica zeer populaire Studio One label van Clement "Coxsone" Dodd. Hierbij werd de closeharmonyzang van The Maytals begeleid door de muziek van Dodd's huisband, The Skatalites. In die tijd waren ze op Jamaica populairder dan een later ook zeer bekende band, The Wailers.
In 1966-1967 was de band niet actief, omdat Hibbert 18 maanden celstraf moest uitzitten wegens het bezit van ganja (cannabis). Toots claimt over deze periode de bekende song 54-46 That's My Number te hebben geschreven. In 1968 bracht de band het nummer Do the Reggay uit, waar het huidige woord reggae van is afgeleid. Andere bekende nummers uit de jaren '60 en begin jaren '70 zijn: Pressure Drop, Sweet and Dandy, Monkey Man, Funky Kingston en Reggae Got Soul. Toots and The Maytals speelden de soundtrack van de speelfilm The Harder They Come uit 1972 film met o.a. Jimmy Cliff. De band heeft echter nooit de successen geboekt die later Bob Marley of Peter Tosh hebben verkregen.
De composities van Toots and The Maytals beleefden een tweede ronde met successen gedurende de ska-revival in de periode 1978-80, toen The Specials Monkey Man opnamen op hun debuutalbum (1979) en The Clash een cover maakten van Pressure Drop.
In de jaren '90 kwam de groep opnieuw bijeen. Toots & the Maytals gaven sindsdien weer optredens en namen weer regelmatig albums op.
In september 2020 overleed de leadzanger Frederick "Toots" Hibbert aan de gevolgen van het coronavirus. Na het overlijden van Toots Hibbert hielde de band op te bestaan. 
Toots & The Maytals zijn met 30 platen op nummer 1 de recordhouder van het aantal nummer 1-hits in Jamaica.

## Discografie

### Studioalbums
- Never Grow Old -- 1963 producer: Coxsone Dodd (N.D. Records/Coxsone 1963 JA. LP JBL1113) (Heartbeat 1997 US. CD HB143)
- Life could be a dream -- 1962-4 Coxsone Dodd (Studio One 1992 JA.)
- The Original Golden Oldies Vol.3 -- 1964 Prince Buster (Prince Buster Record Shack 1974. LP PB11)
- The Sensational Maytals -- 1964-5 Byron Lee & Ronnie Nasralla (Dynamic 1965. DBL1003) ook beken als Sensational Ska Explosion (Hol. Jamaican Gold 1993. JMC 200.112)
- Do The Reggae -- 1966-70 Leslie Kong (Attack 1988 U.K. ATLP103)
- Sweet and Dandy -- 1968 Leslie Kong (Beverley's 1969 JA. LP005)
- From The Roots -- 1970 Leslie Kong & Warrick Lyn (Trojan 1973 UK. TRLS65) (Sanctuary/Trojan 2003 UK. CD TJCCD091)
- Monkey Man -- 1970 Leslie Kong (Beverley's/Trojan 1970 JA./UK. TBL107) (House Of 1997)
- The Maytals Greatest Hits -- 1970 Leslie Kong (Beverley's 1971 JA. BLP021)
- Slatyam Stoot -- 1972 Warrick Lyn (Dynamic Sounds 1972 US. DY3331)
- Funky Kingston -- 1972-3 Warrick Lyn, Chris Blackwell & Dave Bloxham (Dragon 1973 UK. DRLS5002) (Mango 1973 JA. MLPS9330) (Island/Trojan 1975 US.)
- Roots Reggae -- 1974 Warrick Lyn (Dynamic Sounds 1974 JA. DY3343)
- In the Dark -- 1974 Warrick Lyn (Dragon 1974 UK. DRLS5004) (Trojan UK. CDTRL 202)
- Reggae Got Soul -- 1975-6 Warrick Lyn, Chris Blackwell & Joe Boyd (Mango 1976. MLPS9374) (Island 1976 US. ILPS9374)
- Toots Presents The Maytals -- 1977 Warrick Lyn (Chin Randy's 1977. CRRLP004) (State Records 1978. ETAT16)
- Pass the Pipe -- Karl Pitterson & Warrick Lyn (Island 1979. ILPS9534) (Mango 1979)
- Just Like That -- Chris Blackwell, Karl Pitterson & Dicky Jobson (Island 1980. ILPS9590) (Mango 1980)
- Knock Out! -- Chris Blackwell & Toots Hibbert (Island 1981. ILPS9670) (Mango 1981. MLPS9670)
- Reggae Greats (Island 1984. IMCD38) (Mango 1985. MLPS9781) (Island 2001. CD)
- Toots In Memphis (Mango 1988 US. 539818, CID9906, L38958)
- Recoup (Alla Son 1997. ASM CD01)
- Ska Father (Alla Son 1998)
- World Is Turning(D&F Music 2003) (XIII Bis 2005)
- True Love (V2 2004)
- Light Your Light 2005 Toots Hibbert (D&F Music 2007)
- Stinga 1 (D&F Music 2009)
- Flip and Twist (D&F Music 2010)

### Livealbums
- Live (opgenomen op 29 september 1980) (Island Records 1980, ILPS9647)
- Live at Reggae Sunsplash (opgenomen op 4 augustus 1982) (Sunsplash Records 1983, VSLP8901, RS8901) (Mobile Fidelity 19??, MFCD753)
- An Hour Live "Straight from the Yard" Dedicated to Robert Nesta Marley (opgenomen op 4 augustus 1982) (Sus 1990, SUS8924) (Genes 1997, GNS8924)
- Live in London (opgenomen op 8 juni 1998) (Trojan 1999, CDTRD420)

### Verzamelalbums
- Roots Reggae (The Classic Jamaican Albums ) (Trojan 2005) - six CD album boxset: Sensational Maytals, Sweet And Dandy, Monkey Man, Greatest Hits, Slatyam Stoot, Roots Reggae.
- The Best Of Toots And The Maytals (1979)
- Reggae Greats (1985)
- Do the Reggae 1966-70 (1988)
- Bla. Bla. Bla. (1993)
- Time Tough: The Anthology (1996)
- Recoup (1997)
- The Very Best of Toots & The Maytals (2000)
- 54-46 Was My Number: Anthology 1964-2000 (2002)

### Overig
- Goin' Home: A Tribute to Fats Domino (Vanguard Records, 2007), met de uitvoering van Fats Domino's "Let The Four Winds Blow"

## Enkele bekende covers van Maytals nummers
- The Clash, The Specials, Gov't Mule, Jack Johnson, Robert Palmer, The Oppressed en Izzy Stradlin met zijn band The Ju Ju Hounds speelden covers van Pressure Drop.
- Onder meer The Specials, The Aggrolites, Amy Winehouse, Melt Banana en No Doubt speelden Monkey Man.
- 54-46 That's My Number is eveneens door veel artiesten gecoverd.